# Abudefduf
Abudefduf é um género de peixes marinhos da família Pomacentridae que inclui cerca de 25 espécies com distribuição natural nas regiões costeiras tropicais e subtropicais do Atlântico e Indo-Pacífico, conhecido pelos nome comuns de bodiões e castanhetas. O nome genérico deriva dos vocábulos árabes abu "pai", def "lado", e o final "-duf" indicando intensidade, ou seja "peixe com lado paterno destacado". São os únicos membros da subfamília Glyphisodontinae.

## Descrição
As espécies de Abudefduf alimentam-se de plâncton, ovos de outras espécies e em geral predando nos recifes das áreas tropicais e subtropicais do oceano Atlântico e do Indo-Pacífico.
O género inclui os representantes de maior tamanho dos peixes da família Pomacentridae, com comprimentos de 13 a 30 cm. Habitualmente apresentam uma coloração prateada, azulada, branca ou acinzentado claro, com listras verticais de coloração mais escura com largura e número variáveis.

## Espécies
O género Abudefduf inclui as seguintes espécies consideradas validamente descritas:
- Abudefduf abdominalis (Quoy & Gaimard, 1825)
- Abudefduf bengalensis (Bloch, 1787)
- Abudefduf caudobimaculatus Okada & Ikeda, 1939[7]
- Abudefduf concolor (T. N. Gill, 1862)
- Abudefduf conformis J. E. Randall & Earle, 1999
- Abudefduf declivifrons (T. N. Gill, 1862)
- Abudefduf hoefleri (Steindachner, 1881)
- Abudefduf lorenzi Hensley & G. R. Allen, 1977
- Abudefduf margariteus (G. Cuvier, 1830)
- Abudefduf natalensis Hensley & J. E. Randall, 1983
- Abudefduf nigrimargo Wibowo, Koeda, Muto & Motomura, 2018
- Abudefduf notatus (F. Day, 1870)
- Abudefduf saxatilis (Linnaeus, 1758)
- Abudefduf septemfasciatus (G. Cuvier, 1830)
- Abudefduf sexfasciatus (Lacépède, 1801)
- Abudefduf sordidus (Forsskål, 1775)
- Abudefduf sparoides (Quoy & Gaimard, 1825)
- Abudefduf taurus (Müller & Troschel, 1848)
- Abudefduf troschelii (T. N. Gill, 1862)
- Abudefduf vaigiensis (Quoy & Gaimard, 1825)
- Abudefduf whitleyi G. R. Allen & D. R. Robertson, 1974

## Galeria

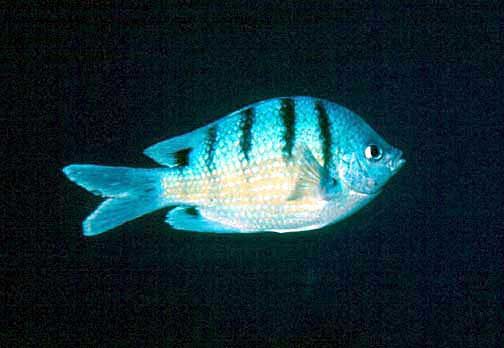
Abudefduf abdominalis
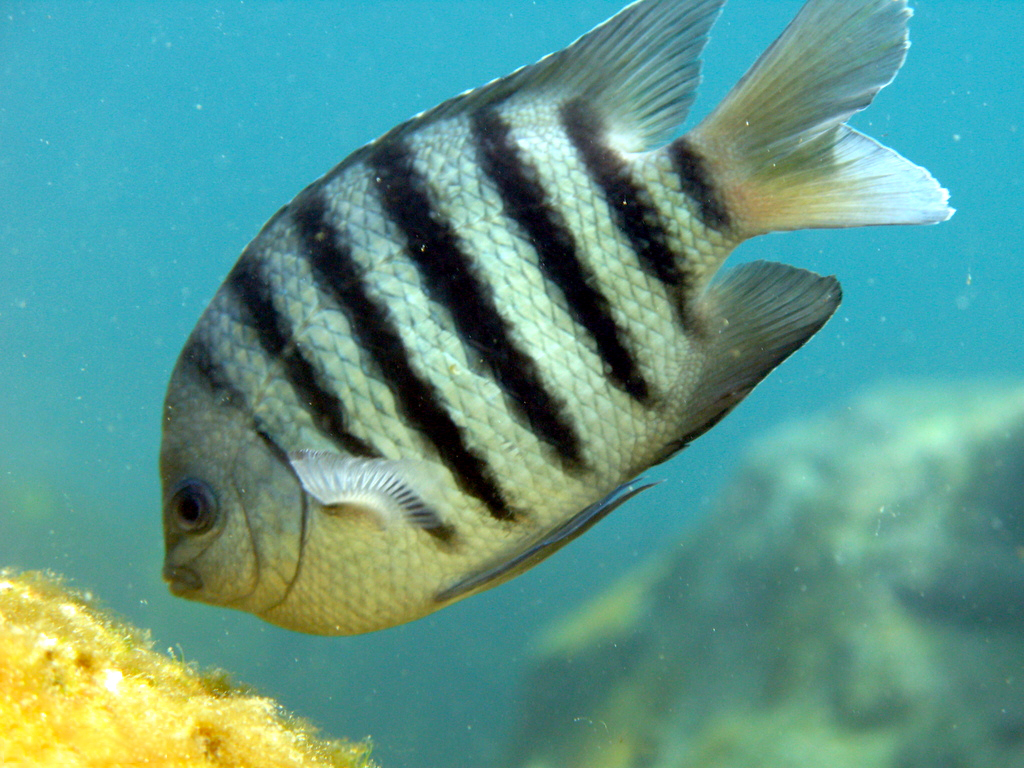
Abudefduf bengalensis
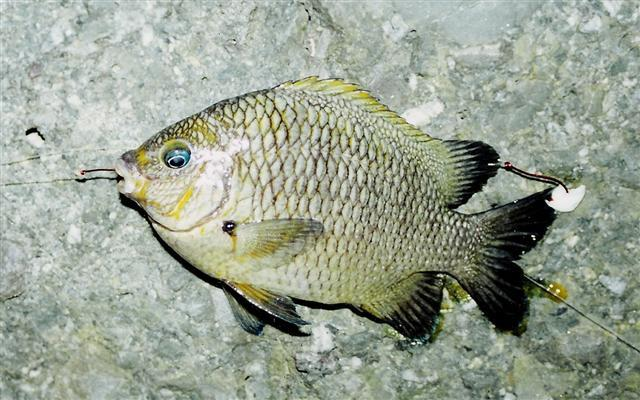
Abudefduf declivifrons
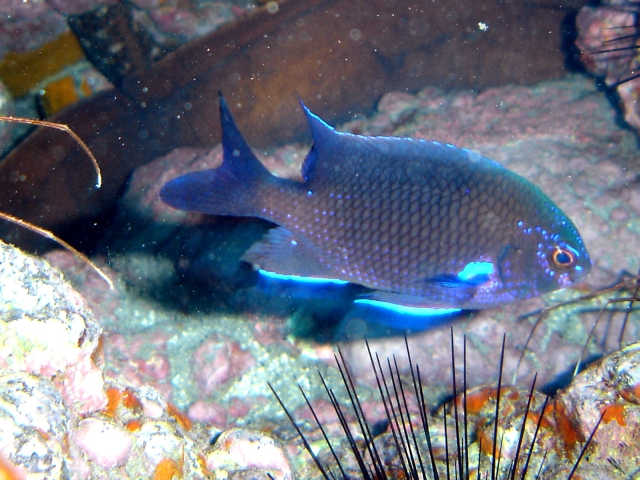
Abudefduf luridus
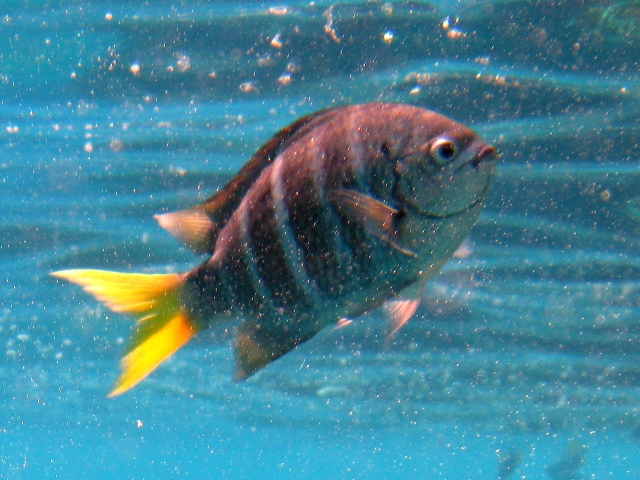
Abudefduf notatus
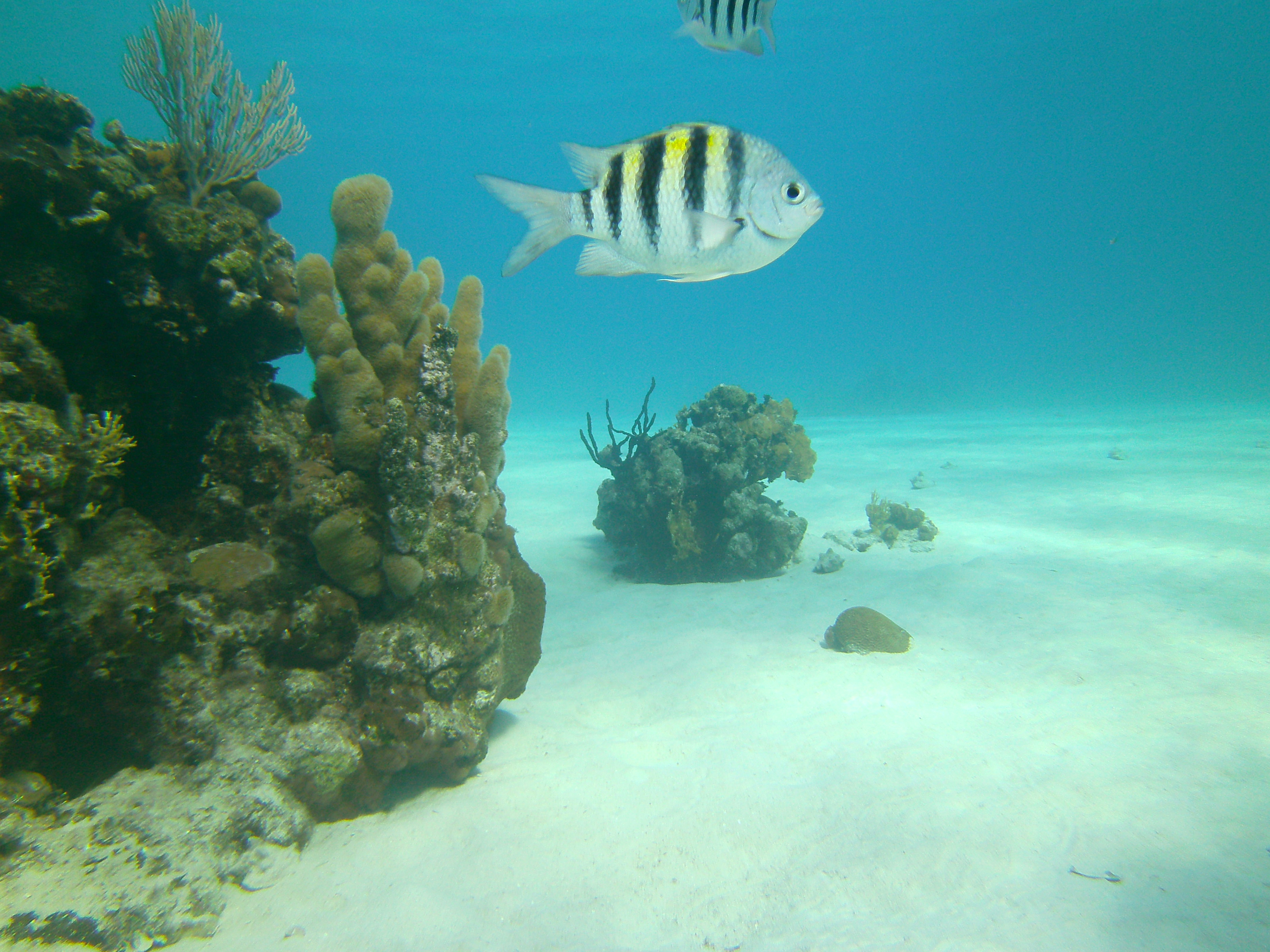
Abudefduf saxatilis
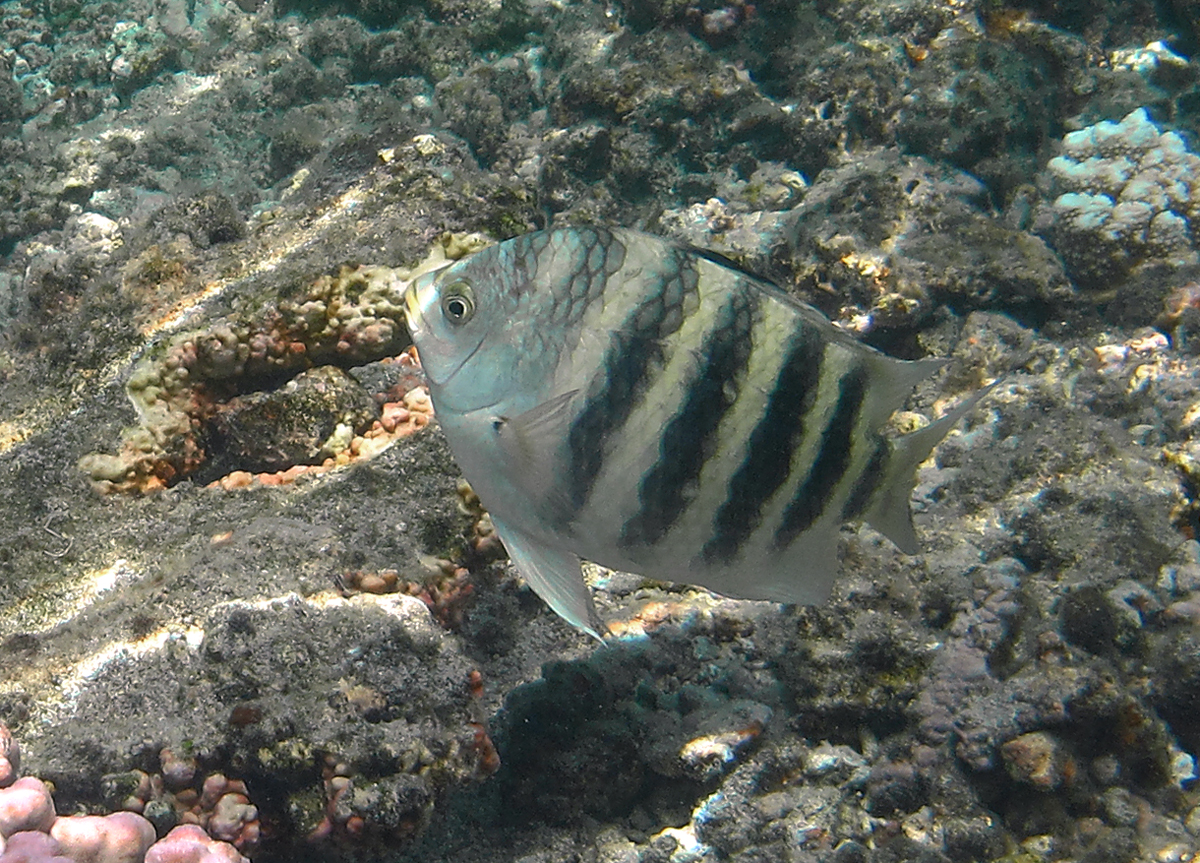
Abudefduf septemfasciatus
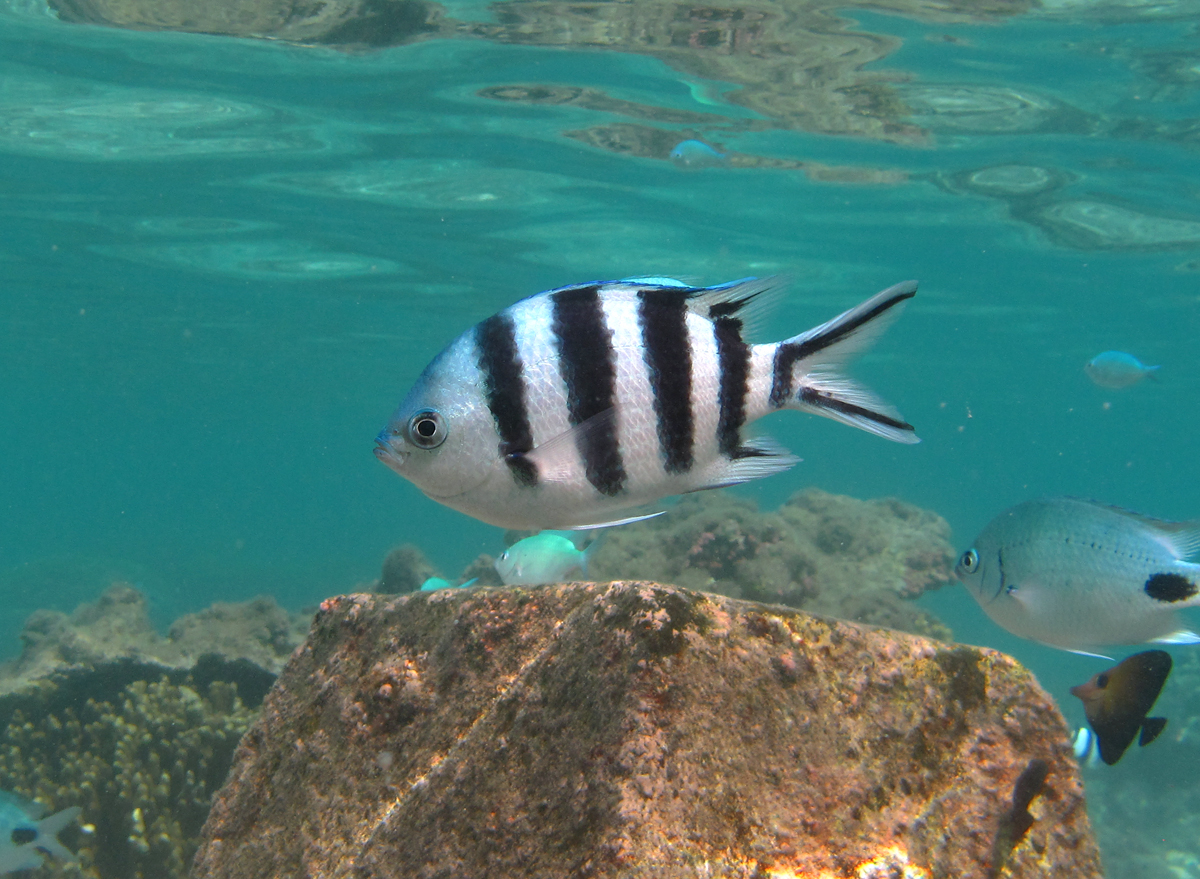
Abudefduf sexfasciatus
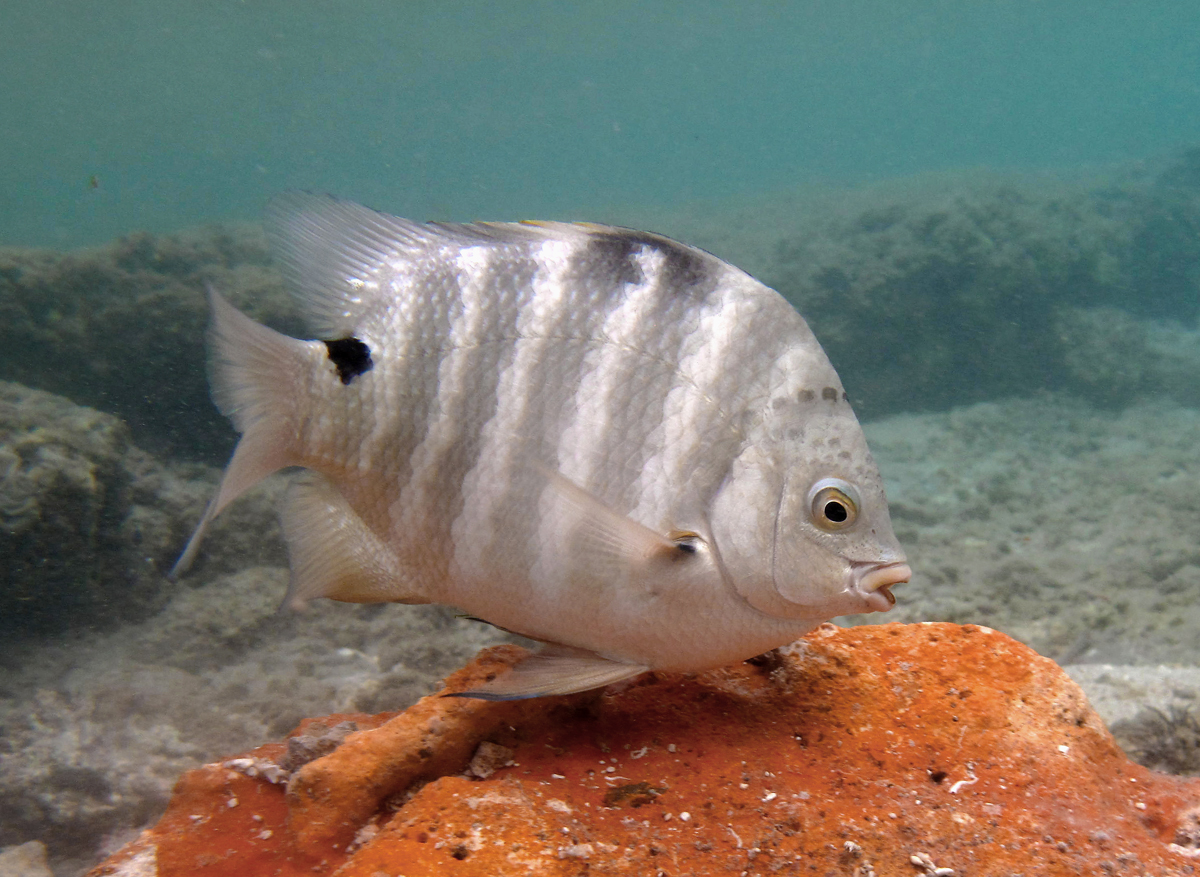
Abudefduf sordidus
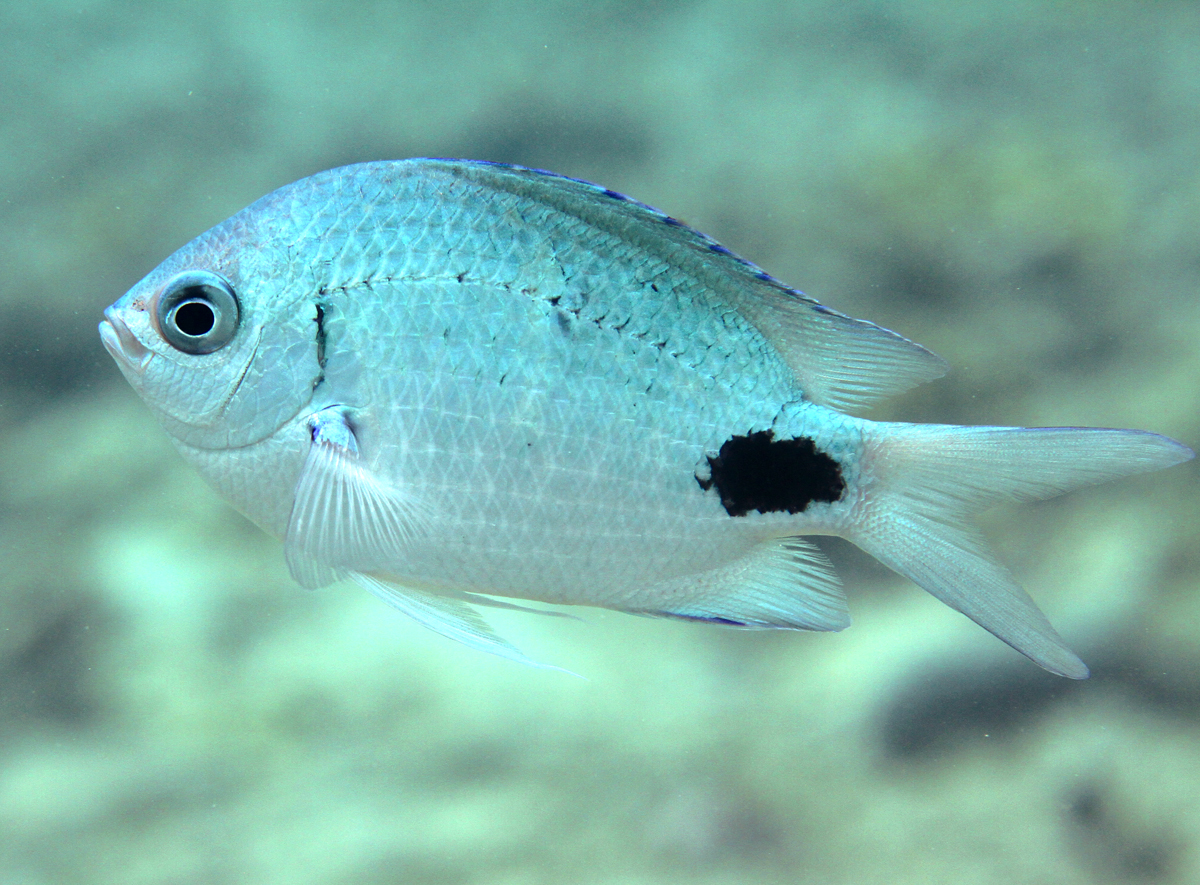
Abudefduf sparoides
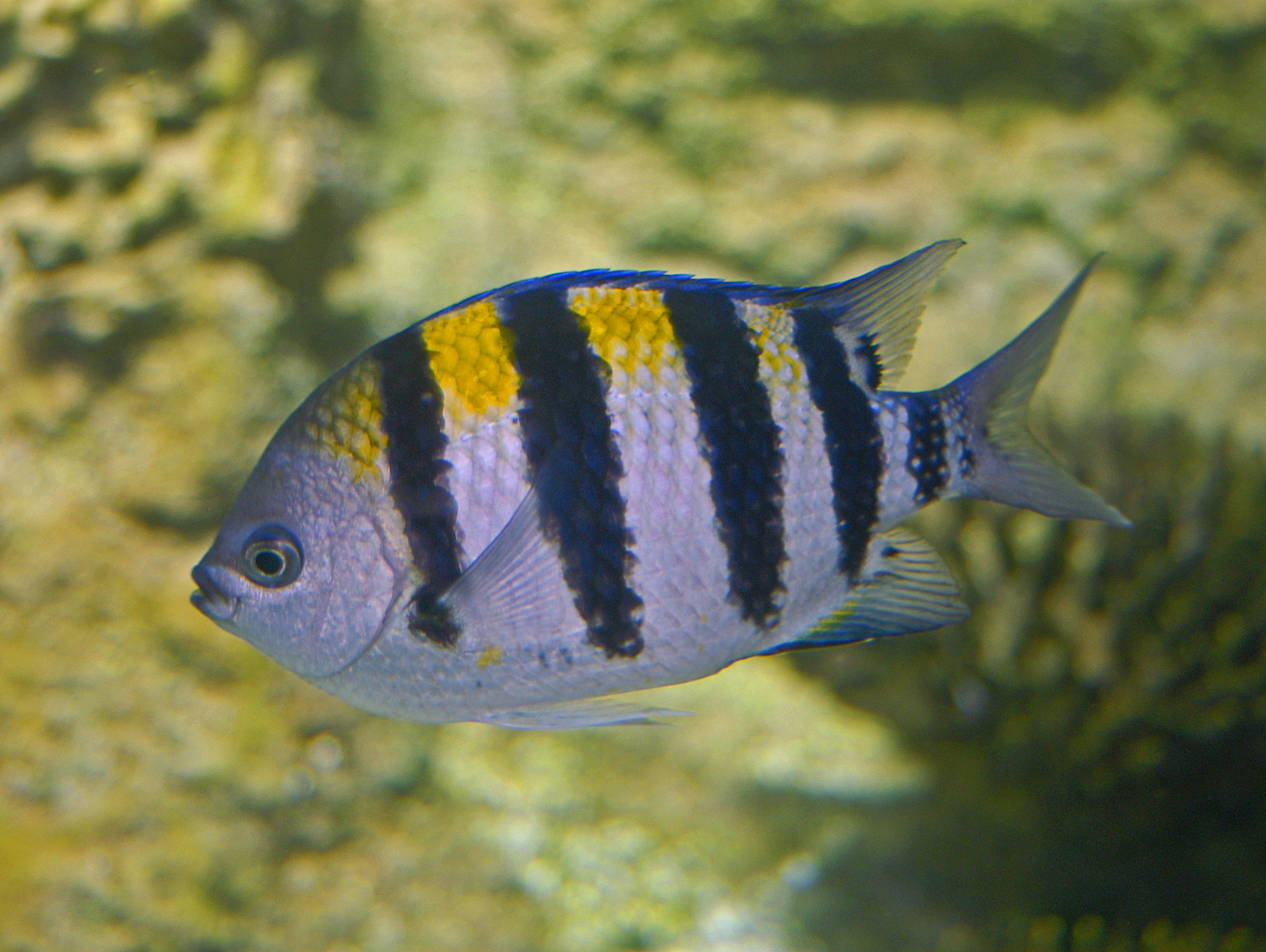
Abudefduf troschelii
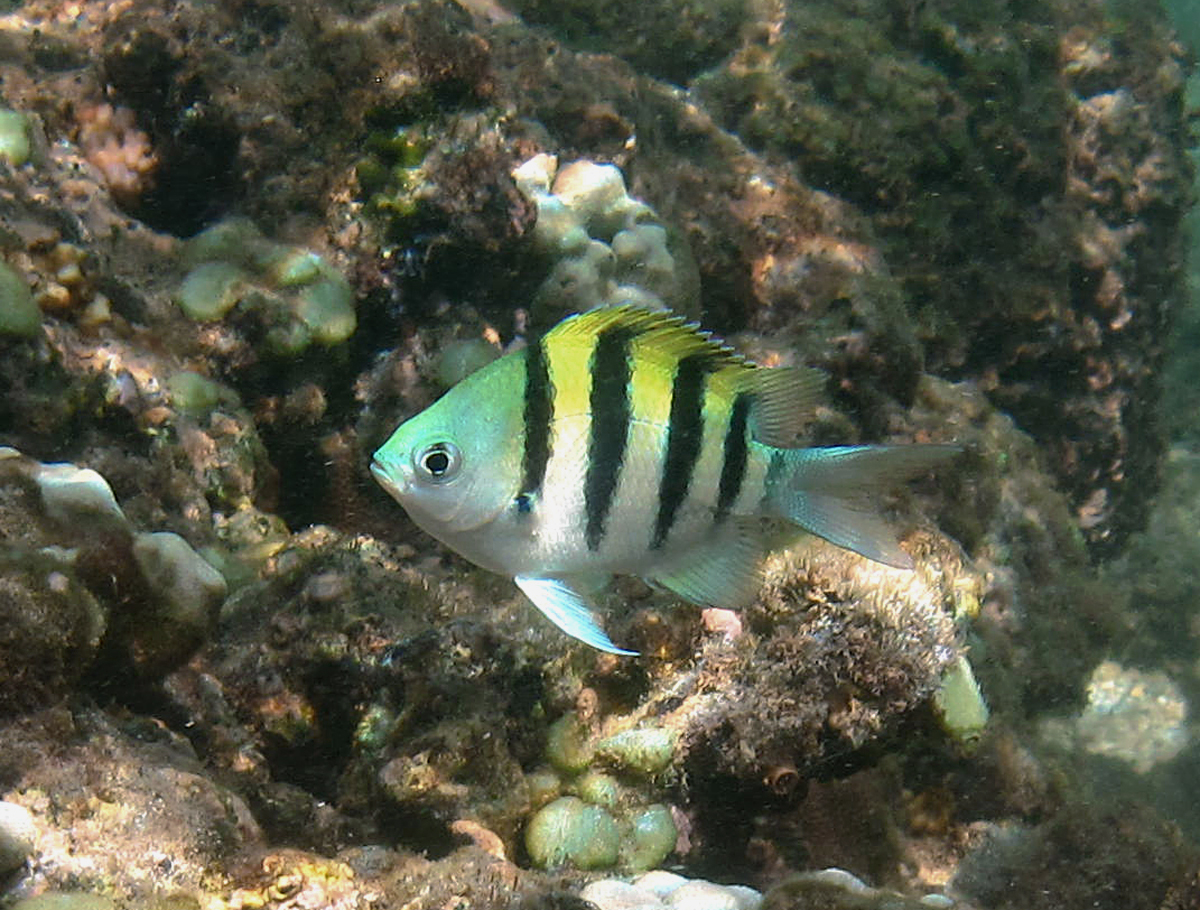
Abudefduf vaigiensis